# Ber-nadin-ahhe
Ber-nadin-ahhe, Sohn des Aššur-nīrārī, war ein assyrischer Eponym unter Aššur-rim-nišešu. Sein Name ist aus mehreren juristischen Texten aus Assur überliefert (KAJ 8; 174). Sein Sohn war Ibašši-ili, sein Enkel Šamaš-kidinnu, sein Urenkel der Schreiber Ellil-mudammeq. Nach Grayson indizieren Titel in zwei Gesetzestexten und die Genealogie, dass Ber-nadin-ahhe nicht nur höchster Richter, sondern auch König war. Diese Position ist aber umstritten, da er in der assyrischen Königsliste nicht geführt wird.